# Ralph Heidel
Ralph Heidel  (* 1993 in Wangen im Allgäu) ist ein deutscher Komponist, Multiinstrumentalist (Saxophon, Klavier, Flöte, Synthesizer), Produzent und Arrangeur.
Heidel studierte bis 2017 Jazz-Saxophon und Komposition an der Musikhochschule München. Er kombiniert elektronische Musik, Jazz und zeitgenössisch-klassische Kammermusik zu seiner eigenen modernen Klangwelt. Heidel spielte mit seiner siebenköpfigen Gruppe Homo Ludens unter anderem beim Festival Xjazz Berlin (2018, 2021), den Jazztagen Dresden und ÜberJazz in Hamburg auf. Er lebt in Berlin.
Sein erstes Album Moments of Resonance (Kryptox 2019) mit Homo Ludens entstand aus seinem Abschlussprojekt an der Musikhochschule München; mit deutlichen Jazz, Klassik und Electronica Einflüssen gilt es als „trittsicherer Grenzgänger zwischen analogen und digitalen Sound-Entwürfen“. Das Septett Homo Ludens kombiniert ein Jazztrio mit einem Streichquartett. Selbst die nach Jazzimprovisationen klingenden Teile des Albums sind zumeist durchkomponiert. 2021 folgte beim selben Label die EP Relief.
Heidel komponiert auch für das Theater, unter anderem am Berliner Ensemble, der Volksbühne Berlin, Volkstheater München, Schwere Reiter München und Nationaltheater Mannheim.
2023 folgte das Album Modern Life, welches er selbst produzierte und von Max Rieger gemischt wurde.
Auftragsarbeiten für klassisches Streichquartett (About Glow and Soaring gespielt von den Berlin Strings), Streichduo (On that very day für das Kontai Duo) und Holzbläserensemble (I Promise gespielt vom Dandelion Quintett) folgen.
Er arbeitet auch als Arrangeur für andere Musiker wie den Rapper Tarek Ebéné auf Golem – Ralph Heidel Rework (2020).
2021 wurde er als Musical Director für Casper engagiert, für dessen Alben Alles war schön und nichts tat weh und nur liebe, immer er mitarbeitete.
Als Albenproduzent machte er durch die Alben Haut wie Pelz von Apsilon und From Mind We Arise von Finn Ronsdorf auf sich aufmerksam. Außerdem arbeitete er als Komponist bei dem Album 100 Angst von Bazzazian mit. Weitere Gast Auftritte hat er bei der Musik von Lambert, Lisa Harres, Jungstötter, Max Rieger, Drangsal, Daniel Scheffels, Lisa Morgenstern, Ilgen Nur, Josin, Carlos Cipa.
2025 erschien sein Album anyways.onto better things, bei dem u.a mit Jun Miyake, Douglas Dare und Selassie kollaborierte. Zusammen mit Finn Ronsdorf und Lisa Harres, die auch auf dem Album erscheinen, gründete Heidel das Label Friends with Oranges.

## Diskografie
- 2019: Moments of Resonance (Album)
- 2021: Relief (EP)
- 2023: Modern Life (Album)
- 2023: About Glow and Soaring: piece for string quartet (Single)
- 2024: I Promise: piece for woodwind quintet (Single)
- 2025: anyways.onto better things (Album)